# 14 (број)
14 (четрнаест) је број, нумерал и име глифа који представља тај број. То је паран природан број који следи после броја 13 а претходи броју 15.
14 је атомски број за силицијум.